# ブラジルサッカー連盟
ブラジルサッカー連盟（ブラジルサッカーれんめい、Confederação Brasileira de Futebol、略称：CBF）は、ブラジルのサッカー運営団体である。
国内サッカーリーグのカンピオナート・ブラジレイロ（最上位リーグはブラジル全国選手権セリエA）およびコパ・ド・ブラジルの運営や、ナショナルチームの男子代表・女子代表・U-23代表などの組織を行う。

## 優勝した主要な大会
- ワールドカップ：5回（1958, 1962, 1970, 1994, 2002）
- コパ・アメリカ：9回（1919, 1922, 1949, 1989, 1997, 1999, 2004, 2007, 2019）
- コンフェデレーションズカップ：4回（1997, 2005, 2009, 2013）
- オリンピック：2回（2016, 2021）